# Lautaro Delgado
Lautaro Delgado Tymruk (Buenos Aires, 21 de mayo de 1978) es un actor argentino. Posee una variada carrera como actor de cine, teatro y televisión, siendo particularmente recordado por sus papeles en películas como Crónica de una fuga, Revolución: El cruce de los Andes, Kryptonita y Pistolero.

## Biografía
Desde los nueve años estudió en la Escuela de Arte Dramático con Alejandra Boero. En la adolescencia, participó en la muy popular tira juvenil Montaña rusa, otra vuelta. Completó su formación con Luciano Suardi, Fernando Piernas, Joy Morris y Raquel Sokolowicz.
Algunos de sus trabajos en teatro son: Rudolf, dirigida por Dora Milea en el Teatro Nacional Cervantes; Squash, en el Teatro Sarmiento, bajo la dirección de Edgardo Cozarinsky, dentro del ciclo Biodrama; Acercamientos Personales II, dirigida por Luciano Cáceres en El Kafka Espacio Cultural, y Decidí canción, dirigida por Gustavo Tarrió, en el Mantis Club. También coprotagonizó la obra ¿Quién le teme a Virginia Woolf?, dirigida por Luciano Suardi, en el Teatro Regina.

## Cine
- El lado salvaje (2022)
- Al tercer día (2021)
- Giro de ases (2020)
- La sombra del gallo  (2020)
- La sabiduría  (2019)
- Pistolero  (2019)
- Blindado  (2019)
- Ruleta rusa ... Juano (2018)
- Unidad XV ... Jorge Antonio (2018)
- Gilda, no me arrepiento de este amor (2016)
- El muerto cuenta su historia ... Norberto (2016)
- Kryptonita (2015) ... Lady Di (La Mujer Maravilla/Diana Prince)
- La gaviota (cortometraje; 2014)
- Los del suelo (2014)
- El desierto (2013)
- Topos ... El Topo
- El invierno de los raros (2011)
- Aballay, el hombre sin miedo (2010) ... Ángel
- Revolución: El cruce de los Andes (2010) ... Periodista
- Francia (2009) ... Carlos
- Caño dorado (2009) ... Panceta
- Amparo (cortometraje; 2008)
- Crónica de una fuga (2006) ... El Gallego
- La punta del diablo (2006) ... Franco
- Iluminados por el fuego (2005) ... Editor
- Palermo Hollywood (2004) ... Enrique
- Bajar es lo peor (2002)
- Un amor en Moisés Ville (2000) ... David joven
- Doña Bárbara (1998) ... Lorenzo Barquero joven

## Televisión
- Espartanos, una historia real (2025) ... Castilla
- Tierra incógnita (2022-2023) ... Daniel
- El Tigre Verón (2021) ... Bocha Alvarado
- Nafta Súper (2016) ... Lady Di (La Mujer Maravilla/Diana Prince)
- El mal menor (2015)
- Farsantes (2013) ... Marcial Salas
- El elegido (2011) ... Fiscal Gualtieri
- Gigantes (2011) ... Jiménez
- Donne assassine (2008)
- Epitafios (2004)
- PH, propiedad horizontal (2021) ... Manuel
- Ilusiones (compartidas) (2000) ... Martín Fattone
- Campeones de la vida (1999–2001)
- Desesperadas por el aire (1998)
- Alas, poder y pasión (1998) ... Cato
- Verano del '98 (1998–2000)
- Montaña rusa, otra vuelta (1996)

### Miniseries
- Un gallo para Esculapio (2017)
- Historias de corazón (2013)
- Santos y pecadores (2013)
- Combatientes (2013)
- Amores de historia (2012)
- Proyecto aluvión (2011)
- Mujeres asesinas (2005)